# Ceux du ciel
Pour plus de détails, voir Fiche technique et Distribution.
Ceux du ciel est un film français de Yvan Noé sorti en 1941. C'est l'adaptation au cinéma d'une pièce de théâtre, L'As de Blanche Alix.

## Synopsis
Le constructeur d'avions Pierron demande à son gendre Pierre Bournier d'essayer les prototypes qu'il construit. Celui-ci finit par avoir un accident à cause de la fatigue, et doit laisser sa place pour une course à un rival plus jeune.

## Fiche technique
- Réalisation : Yvan Noé
- Scénario : Yvan Noé, d'après la pièce de théâtre, L'As de Blanche Alix
- Décors : Jean Douarinou
- Musique : C.P. Simon
- Chef opérateur : Nikolai Toporkoff
- Montage : Jean-Paul Le Chanois
- Société de distribution : Fana Films
- Format : Noir et blanc - 1,37:1 - 35 mm - Son mono
- Genre : Drame
- Durée : 86 minutes
- Date de sortie : 
  - France - 5 mars 1941

## Distribution
- Jean Galland : Pierre Bournier
- Marie Bell : Hélène, fille de Pierron et épouse de Bournier
- Pierre Renoir : Pierron
- Jean Servais : Monval
- Raymond Aimos : Potel
- Léon Larive : Julot
- André Numès fils : le comptable
- Pierrette Caillol : la romancière
- Suzy Solidor : la chanteuse
- Ginette Curtey : Simone
- Robert Favart : un pilote
- Marcel Maupi
- Jean Sinoël